# Cristian Mungiu
Cristian Mungiu (ur. 27 kwietnia 1968 w Jassach) – rumuński reżyser, scenarzysta i producent filmowy.

## Życiorys
Za swój debiutancki film Zachód (2002) zdobył główną nagrodę Transilvania Trophy na MFF Transilvania w Rumunii. 
Jego następna fabuła 4 miesiące, 3 tygodnie i 2 dni (2007) przyniosła mu Złotą Palmę na 60. MFF w Cannes oraz Europejskie Nagrody Filmowe dla najlepszego filmu i reżysera. Dzięki temu Mungiu stał się pierwszym i jedynym jak dotąd filmowcem rumuńskim, wyróżnionym wszystkimi ww. nagrodami.
Zasiadał w jury konkursu głównego na 66. MFF w Cannes (2013). Przewodniczył obradom jury sekcji "Cinéfondation" na 70. MFF w Cannes (2017).

## Filmografia

### Reżyser
- 2002: Zachód (Occident)
- 2005: Lost and Found (etiuda)
- 2007: 4 miesiące, 3 tygodnie i 2 dni (4 luni, 3 săptămâni și 2 zile)
- 2009: Opowieści Złotego Wieku (Amintiri din epoca de aur)
- 2012: Za wzgórzami (După dealuri)
- 2016: Egzamin (Bacalaureat)
- 2022: Prześwietlenie (R.M.N.)